# Filippo Magnini
Filippo Magnini (ur. 2 lutego 1982 w Pesaro) – włoski pływak, mistrz Europy i świata na dystansie 100 m stylem dowolnym.
Na igrzyskach olimpijskich w Atenach w 2004 roku zdobył brązowy medal  w konkurencji sztafet 4 × 200 m stylem dowolnym.
Obecnie jest związany z Federicą Pellegrini, włoską pływaczką.

## Sukcesy

### Mistrzostwa świata(50 m)
- 2005 Montreal:  (100 m stylem dowolnym)
- 2007 Melbourne:  (100 m stylem dowolnym)
- 2007 Melbourne:  (sztafeta 4x100 m stylem dowolnym)

### Mistrzostwa świata (25 m)
- 2006 Szanghaj:  (100 m stylem dowolnym)
- 2006 Szanghaj:  (200 m stylem dowolnym)
- 2006 Szanghaj:  (sztafeta 4x200 m stylem dowolnym)
- 2006 Szanghaj:  (sztafeta 4x100 m stylem dowolnym)
- 2008 Manchester:  (100 m stylem dowolnym)
- 2008 Manchester:  (sztafeta 4x200 m stylem dowolnym)

### Mistrzostwa Europy (50 m)
- 2004 Madryt:  (100 m stylem dowolnym)
- 2004 Madryt:  (200 m stylem dowolnym)
- 2004 Madryt:  (sztafeta 4x100 m stylem dowolnym)
- 2004 Madryt:  (sztafeta 4x200 m stylem dowolnym)
- 2006 Budapeszt:  (100 m stylem dowolnym)
- 2006 Budapeszt:  (200 m stylem dowolnym)
- 2006 Budapeszt:  (sztafeta 4x100 m stylem dowolnym)
- 2006 Budapeszt:  (sztafeta 4x200 m stylem dowolnym)
- 2008 Eindhoven:  (100 m stylem dowolnym)
- 2008 Eindhoven:  (sztafeta 4x100 m stylem dowolnym)
- 2008 Eindhoven:  (sztafeta 4x200 m stylem dowolnym)
- 2012 Debreczyn:  (100 m stylem dowolnym)
- 2012 Debreczyn:  (sztafeta 4 × 100 m stylem zmiennym)
- 2012 Debreczyn:  (sztafeta 4x100 m stylem dowolnym)
- 2012 Debreczyn:  (sztafeta 4x200 m stylem dowolnym)
- 2014 Berlin:  (sztafeta 4x100 m stylem dowolnym)

### Mistrzostwa Europy (25 m)
- 2003 Dublin:  (100 m stylem dowolnym)
- 2004 Wiedeń:  (200 m stylem dowolnym)
- 2004 Wiedeń:  (100 m stylem dowolnym)
- 2005 Triest:  (100 m stylem dowolnym)
- 2005 Triest:  (200 m stylem dowolnym)
- 2006 Helsinki:  (100 m stylem dowolnym)
- 2006 Helsinki:  (200 m stylem dowolnym)
- 2006 Helsinki:  (4x50 m stylem zmiennym)
- 2007 Debreczyn:  (100 m stylem dowolnym)
- 2007 Debreczyn:  (200 m stylem dowolnym)
- 2008 Rijeka:  (4x50 m stylem zmiennym)
- 2008 Rijeka:  (4x50 m stylem dowolnym)
- 2008 Rijeka:  (100 m stylem dowolnym)
- 2009 Stambuł:  (4x50 m stylem dowolnym)
- 2010 Eindhoven:  (4x50 m stylem dowolnym)
- 2011 Szczecin:  (200 m stylem dowolnym)